# Vibe (DC Comics)
Vibe (Francisco «Cisco» Ramón) es un personaje que aparece en los cómics publicados por DC Comics. Su primera aparición fue en Liga de la Justicia de América Anual #2 (octubre de 1984) y fue creado por Gerry Conway y Chuck Patton.
Carlos Valdés retrata a Cisco Ramón / Vibe en el Arrowverso de The CW, especialmente en The Flash, en el que es uno de los compañeros de equipo de Flash.

## Biografía del personaje
La carrera de Cisco Ramón como Vibe comenzó poco después de que Aquaman disolviera la original Liga de la Justicia. Cuando el joven Cisco se enteró de que una nueva Liga de la Justicia se estaba formando en su ciudad natal Detroit, decidió renunciar a su posición como el líder de una banda callejera local, Los Lobos, para unirse al grupo. Lo que hizo a Ramón como candidato metahumano para formar parte del equipo, fue por sus capacidades de sus poderes para emitir poderosas ondas de choque vibratorias.

### Acontecimientos de laCrisis en las Tierras Infinitas
La presencia de Vibe en el equipo provocó que Aquaman y Martian Manhunter albergaran algunas dudas fuertes sobre los nuevos miembros de la Liga, sobre todo después participar en un estruendo de una banda rival. Sin embargo, Vibe pronto demostró su valor en las batallas de la Liga contraCadre, Anton Allegro, y Amazo. Se quedó con la Liga a través de la Crisis en las Tierras Infinitas, cuando sus poderes desempeñaron un papel vital en la derrota de Despero.

### SagaLegends
Durante el asalto de Darkseid en la Tierra durante la miniserie Legends, la Liga de la Justicia de América se disolvió y dejó a sus miembros (como Cisco) a buscar el consuelo familiar de la calle. Vibe fue atacado por uno de los androides del Profesor Ivo y se convirtió en el primer miembro de Liga de la Justicia en ser asesinado en el cumplimiento del deber. El Detective Marciano trajo de vuelta el cuerpo de Vibe al santuario de la montaña de la Liga, donde Vibe fue enterrado en una cámara criogénica. Sin embargo, el cuerpo sin vida de Cisco en dos ocasiones fue resucitado por criminales.
Uno de los hermanos más jóvenes de Vibe, Armando, desarrolló una serie de poderes vibratorios similares y se unió a Booster Gold y su equipo de héroes, el Conglomerado, utilizando los nombres en clave Reverb y más tarde Hardline. Desde entonces, ha sido descrito como el dueño de un club de baile llamado Reverb en la localidad de Little Tachyon, un antiguo barrio de Metropolis.

### Trinity
En la maxiserie Trinity, se crea una realidad alternativa, donde un Cisco existe una vez más, allí se muestra como miembro de La Liga', una versión subterránea de la Liga de la Justicia. Sin embargo, poco después de que Superman, Batman y Wonder Woman cambian en esta dimensión alternativa, su cabeza es desintegrada por una ráfaga de energía, matándolo una vez más.

### La Noche Más Oscura
En el tie-in de Liga de la Justicia de América, el crossover que cuenta los sucesos de La Noche Más Oscura, el cuerpo de Vibe fue reanimado como miembro del Cuerpo de los Black Lanterns, levantándose de su ataúd en el Salón de la Justicia. Junto con el black lantern Steel, Vibe atacó a sus excompañeros de equipo, Gypsy y Vixen, hasta que la Doctora Luz lo venció.

## Resurrección en los Nuevos 52
En como fue mostrado en Cómic especial llamado Free Cómic Book de 2012 Los Nuevos 52, un avance del mismo reveló varios personajes que harían acto de presencia en la Liga de la Justicia durante los siguientes años tras el reinicio de la continuidad del Universo DC, uno de los cuales fue la resurrección para la nueva continuidad del personaje de Vibe. Geoff Johns reveló que el regreso de Vibe fue estudiado con mayor detalle en el tercer arco de la historia central de la Liga de la Justicia. El 26 de agosto de 2012, DC se había anunciado que una nueva Liga de la Justicia de América que surgió como el tercer volumen estaría incluido dicho personaje Vibe. El 5 de noviembre de 2012, DC anunciaría después de que Vibe sería estrella de su propia serie regular mensual. El cómic fue escrito por Andrew Kreisberg y dibujado por Pete Woods, la serie Liga de la Justicia de América: Vibe debutó en febrero de 2013, con duración de 10 números, terminando la serie en diciembre de 2013. En la nueva continuidad, los poderes de Vibe se derivan de los sucesos que fueron producto de estar atrapado en un Tubo Boom, en la que las fuerzas interdimensionales reescribieron su ADN.

## Poderes y Habilidades
Los poderes sónicos de Vibe le permiten crear ondas de choque con una fuerza considerable. Su poder puede romper un muro de hormigón o de acero. Su agilidad es superior a la media (y era un excelente bailarín de breakdance). Bajo la tutela de Batman, Vibe se convirtió en un combatiente experto.
Con la reintroducción de Vibe en 2013, se trató de establecer él como un personaje mucho más poderoso. Parte de esto fue la redefinición de sus poderes como sus poderes tienen que ver con la física interdimensional. En la serie Justice League of America, establece que las ondas sonoras de Vibe tienen el poder de alterar la fuerza de velocidad, convirtiéndolo en uno de los pocos personajes del Universo DC, que representa una seria amenaza para Flash. Por esta razón, es reclutado por la Liga de la Justicia de América de Steve Trevor, que existe para proteger contra la amenaza principal del equipo completo de la Liga de la Justicia. En Liga de la Justicia de América: Vibe #3, Amanda Waller le dice: Cisco Ramón podría ser uno de los más potentes super-humanos en el planeta. Él maneja poderes vibratorios que podrían, en teoría, sacudir a la Tierra. Y él es la única persona del que sabemos de quién puede encontrar y rastrear las vibraciones interdimensionales. Además es capaz de ser indetectable por cámaras de seguridad.

## Otras Versiones
Vibe tiene un papel principal en una edición del cómic basado en la serie animada de la Liga de la Justicia Ilimitada, donde detuvo el plan del Doctor Sivana para reconstruir a Mister Atom.

## Apariciones en otros Medios

### Televisión
- Vibe apareció ocasionalmente como personaje en la serie animada de la Liga de la Justicia Ilimitada. Esta versión se vio a menudo junto a otros miembros de la Liga de Detroit (pero no obtuvo un papel importante en ningún episodio). Su acción más destacada es en el episodio "Flashpoint", que ayudó a rescatar a los civiles de Nuevo México tras la destrucción de las instalaciones de Cadmus. También se lo muestra con sus compañeros miembros de la era de Detroit, Vixen, Steel y Gypsy, en la 'llamada de la cortina' final del final de la serie "Destroyer".
- Vibe hizo su aparición en su corto de dibujos animados en 2 partes Los Cortos animados de DC Nation, Enter Extremo, con la voz de Carlos Alazraqui.
- Cisco Ramon apareció en Young Justice: Outsiders, con la voz de Jacob Vargas.

#### Arrowverso
- El Actor Carlos Valdés interpreta a Cisco Ramón, personaje que hizo su aparición en la segunda temporada de la serie Arrow donde es un experto en computación. Luego, se sumó al elenco protagónico en la serie The Flash. En la segunda temporada de The Flash, Cisco Ramón se da cuenta de que es un metahumano y que posee habilidades para detectar a una persona con solo tocar un objeto. El nombre de Vibe es otorgado por Barry Allen (Flash) al final del quinto capítulo. Su personaje también ha aparecido en otros tres espectáculos de Arrowverso (Arrow, Legends of Tomorrow y Supergirl).

### Película
- Vibe tuvo una breve aparición pero como su contraparte de Tierra 3 denominado Breakdance en la película animada Justice League: Crisis on Two Earths, con la voz de Carlos Alazraqui. Es miembro del Sindicato del Crimen de América y aparece por primera vez como parte del equipo de limpieza de Owlman. Breakdance se muestra con las contrapartes malvadas de la Liga de la Justicia de la era de Detroit, incluyendo Fortuneteller y Vamp.

### Videojuegos
- Vibe aparece como un personaje jugable en Lego Batman 3: Beyond Gotham, con la voz de Dee Bradley Baker.
- Vibe de The Flash aparece como un personaje jugable en el paquete de contenido descargable de DC TV Super-Heroes en Lego DC Super-Villains.

### Serie web
- Cisco Ramon aparece en la serie web animada Vixen, con la voz de Carlos Valdes. En el episodio 3, Cisco ha estado ejecutando un algoritmo modificado de reconocimiento facial creado por Felicity Smoak en los laboratorios S.T.A.R. en un intento por ubicar a los Meta-humanos fuera de la ciudad central. El software recoge el encuentro de Mari McCabe con los matones del episodio 1, y Cisco alerta al distraído Barry Allen que intenta localizar un dispositivo USB faltante que contiene estadísticas de la escena del crimen. Cisco le da el nombre de Vixen a Mari y le dice a Barry que Vixen está actualmente en Detroit antes de pedirle que revise la situación.
- Cisco Ramon es el personaje principal de Chronicles of Cisco, interpretado por Carlos Valdés, que detalla que Cisco Ramon está solo en S.T.A.R. Labs por la noche, donde se encuentra con el intruso Peek-a-Boo.
- Vibe es uno de los estudiantes de fondo en DC Super Hero Girls.
- Cisco Ramon y su doppelgänger Tierra-X aparecen en la serie web animada Freedom Fighters: The Ray, ambos con la voz de Carlos Valdes.

## Controversias
El artista de historietas George Perez se ofendió por el personaje de Vibe. En una entrevista de 1985 con Heidi MacDonald declaró: "Tengo una cierta intolerancia hacia Vibe... Sinceramente digo que es el único personaje que acabó con la JLA. Si no es más que otra cosa, todos los personajes que se han introducido han tenido un estereotipo étnico. El disgusto de Pérez sobre el personaje fue tal que en el crossover de JLA/Avengers que todos los miembros de ambos equipos fueron representados al menos una vez, el caso de Vibe apenas fue mostrado sus piernas.